# Concejo Municipal de San Carlos (Costa Rica)
El Concejo Municipal de San Carlos es el órgano colegiado del gobierno municipal del cantón de San Carlos perteneciente a la provincia de Alajuela en Costa Rica, el cantón más extenso del país y uno de los más poblados. Al igual que el alcalde municipal sus miembros son electos popularmente.

## Regidores
| Partido | Partido                         | Regidores propietarios                                                                                                   | Regidores suplentes |
| ------- | ------------------------------- | --- | --- |
|         | Partido Liberación Nacional     | Juan Diego González Picado Yuseth Bolaños Esquivel Fernando Porras Vargas Ashley Brenes Alvarado Alexander Vargas Porras | Evaristo Arce Hernández Magally Herrera Cuadra Álvaro Esquivel Castro Marianela Murillo Vargas Keilor Chavarría Peñaranda |
|         | Partido Liberal Progresista     | Pablo Rodríguez Rodríguez Geiner Caballero Obando Vanessa Ugalde Quirós                                                  | Isabel Rodríguez Vargas Luis Diego Bolaños Vargas                                                                         |
|         | Partido Acción Ciudadana        | Diana Corrales Morales                                                                                                   | Diego Armando Chiroldes López                                                                                             |
|         | Partido Unidad Social Cristiana | Luis Fernando Solís Sauma                                                                                                | María Luis Arce Murillo                                                                                                   |

## Síndicos
| Dsitrito     | Propietario (a)               | Suplente                         |
| ------------ | ----------------------------- | -------------------------------- |
| Quesada      | Hilda Sandoval Galera         | Víctor Hugo Gamboa Brenes        |
| Florencia    | Xinia María Gamboa Santamaría | Wilson Manuel Román López        |
| Buenavista   | María Mayela Rojas Alvarado   | Juan Pablo Gamboa Miranda        |
| Aguas Zarcas | Leticia Campos Guzmán         | Marino Carvajal Villalobos       |
| Venecia      | Guillermo Jiménez Vargas      | Margarita Herrera Quesada        |
| Pital        | Thais Chavarría Aguilar       | Hansel Araya Jara                |
| La Fortuna   | Anadis Huertas Méndez         | Maikol Andrés Soto Calderón      |
| La Tigra     | Javier Campos Campos          | Laura María Araya Vásquez        |
| La Palmera   | Eladio Rojas Soto             | Ana Yanzi Hidalgo Jiménez        |
| Venado       | Miguel Ángel Vega Cruz        | Isabel Cristina Chaverri Hidalgo |
| Cutris       | Carlos Chacón Obando          | Hellen María Chaves Zamora       |
| Monterrey    | Aurelio Valenciano Alpízar    | Yania Esquivel Molina            |
| Pocosol      | Omer Salas Vargas             | Maibell Morales Ulate            |

## Alcalde
- Juan Diego González Picado